# Heraldo Bezerra
Heraldo Bezerra Nuñez (São Jerônimo, Brazília, 1945. április 21. – Campana, Argentína, 1977. március 14.) spanyol válogatott brazil labdarúgó, csatár.

## Pályafutása

### Klubcsapatban
1967-ig a Cruzeiro, 1968 és 1971 között az argentin Newell’s Old Boys, 1971 és 1977 között a spanyol Atlético Madrid, 1977-ben haláláig az argentin Boca Juniors labdarúgója volt. Az Atlético Madriddal két-két spanyol bajnoki címet és kupagyőzelmet ért el. Tagja volt az 1973–74-es idényben BEK-döntős együttesnek.

### A válogatottban
1973-ban egy alkalommal szerepelt a spanyol válogatottban.

## Halála
Autóbalesetben halt meg Campana közelében 1977. március 14-én, miközben Rosarióba utazott csapattársával, Ruben Favrettel, aki sérülés nélkül túlélte a balesetet.

## Sikerei, díjai
Atlético Madrid
- Spanyol bajnokság (La Liga)
  - bajnok (2): 1972–73, 1976–77
- Spanyol kupa (Copa del Generalísimo)
  - győztes (2): 1972, 1976
- Bajnokcsapatok Európa-kupája (BEK)
  - döntős: 1973–74
- Interkontinentális kupa
  - győztes: 1974

## Statisztika

### Mérkőzése a spanyol válogatottban
| Spanyolország | Spanyolország     | Spanyolország            | Spanyolország | Spanyolország | Spanyolország | Spanyolország | Spanyolország | Spanyolország |
| #             | Dátum             | Helyszín                 | Hazai         | Eredmény      | Vendég        | Kiírás        | Gólok         | Esemény       |
| ------------- | ----------------- | ------------------------ | ------------- | ------------- | ------------- | ------------- | ------------- | ------------- |
| 1.            | 1973. október 17. | Isztambul, İnönü Stadion | Törökország   | 0 – 0         | Spanyolország | barátságos    | -             |               |
|               | Összesen          |                          |               | 1             | mérkőzés      |               | 0             | gól           |